# Podoctops
Podoctops is een geslacht van hooiwagens uit de familie Podoctidae.
De wetenschappelijke naam Podoctops is voor het eerst geldig gepubliceerd door Roewer in 1949. 

## Soorten
Podoctops is monotypisch en omvat slechts de volgende soort:
- Podoctops multimaculatus